# Abeille impériale

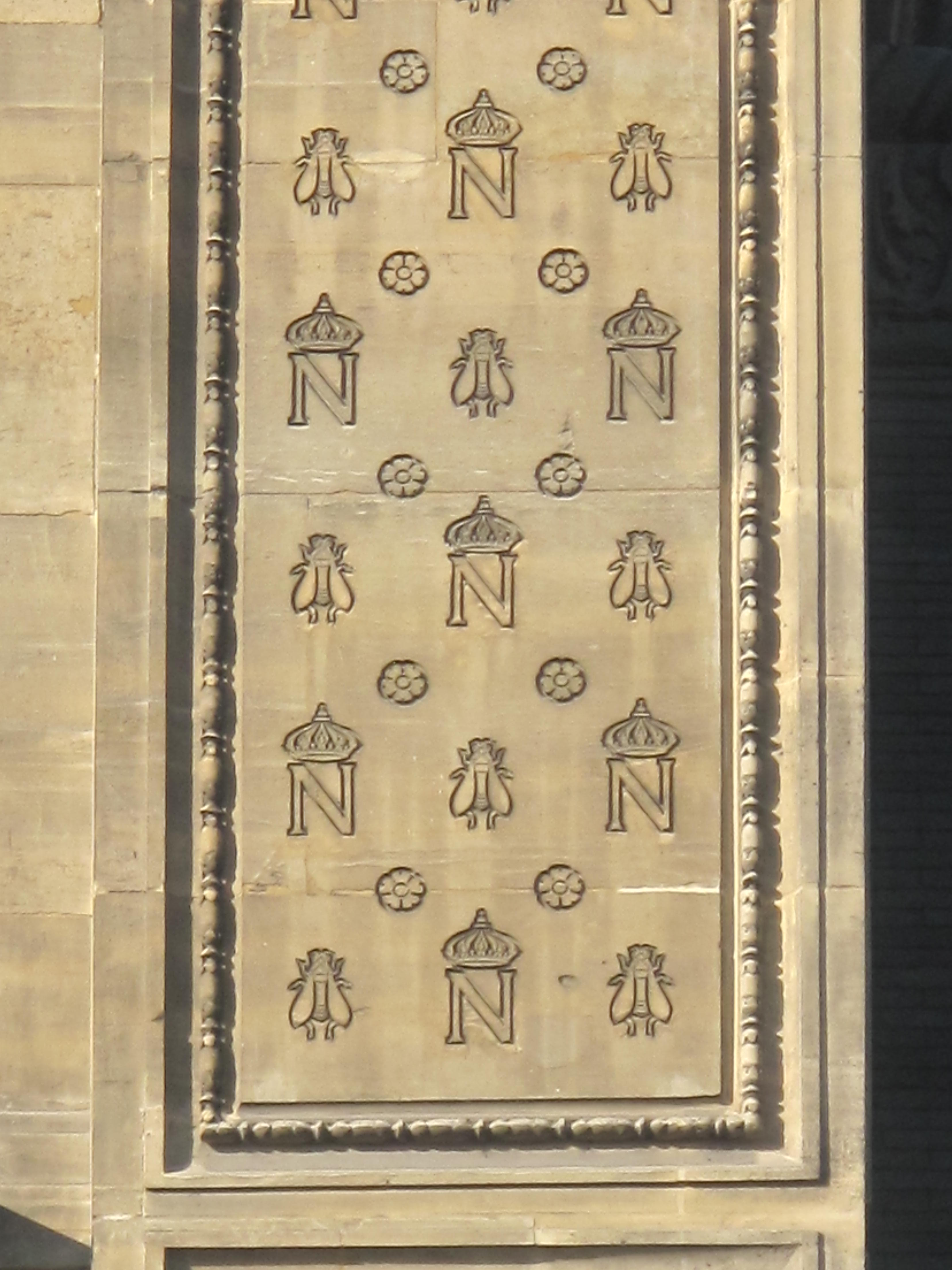
Les abeilles impériales et le monogramme de Napoléon, gravés sur la façade du pavillon Richelieu du palais du Louvre.

Pour les articles homonymes, voir Abeille (homonymie).
L'abeille impériale, évocation plus ou moins stylisée de l'insecte, est un symbole du Premier et du Second Empire, adopté par Napoléon Ier en 1804. Repris aux Mérovingiens, l'emblème remplace la fleur de lys rattachée à la royauté des Capétiens et représente le pouvoir impérial français de 1804 à 1814, durant les Cent-Jours en 1815, et de 1852 à 1870.

## Invention d'un nouvel emblème d'État
Lors qu'il instaure l'Empire en mai 1804, Napoléon Ier cherche des symboles pour le nouveau régime,,,. Une rupture doit être marquée avec la Révolution et l'Ancien Régime. Il pense que sa dynastie nouvelle doit puiser dans des racines historiques illustres et incontestables. Les premières discussions à ce sujet ont lieu à partir de juin, au Conseil d'État. Des conseillers lui proposent le chêne, symbole de sagesse et de réconciliation, ou la fleur de lys, insigne de la royauté disparue quinze ans auparavant,. Ce second motif est évité car il renvoie trop à la dynastie des Bourbons et à Louis XVI,. Le prince-architrésorier Lebrun déclare y voir l'emblème de la France et non des Bourbons, sans convaincre. Le directeur général des musées Vivant Denon et l'archichancelier Cambacérès soumettent à l'empereur le symbole de l'abeille,,,. Cambacérès l'estime approprié à « une république qui a un chef », Lacuée complète en remarquant qu'« elles sont à la fois l'aiguillon et le miel » mais Ségur le considère davantage comme le symbole du travail plutôt que de la puissance,,,. D'autres animaux sont proposés comme l'éléphant, le coq déjà parfois utilisé depuis 1789, l'aigle rappelant l'Empire romain ou le lion pour concurrencer le léopard des armoiries de l'Angleterre,,. Après de longs débats, le décret du 21 messidor an XII (10 juillet 1804) établit le choix de l'aigle : les armes sont « d'azur à l'aigle à l'antique d'or, empiétant un foudre du même »,. Napoléon exhume ainsi un prestigieux symbole rattaché à la gloire militaire romaine — l'antiquité romaine étant omniprésente dans tous les domaines depuis la fin du XVIIIe siècle — mais aussi repris par Charlemagne, roi des Francs et empereur d'Occident, figure importante de son ancrage dans l'histoire, à laquelle il désire être assimilé,.

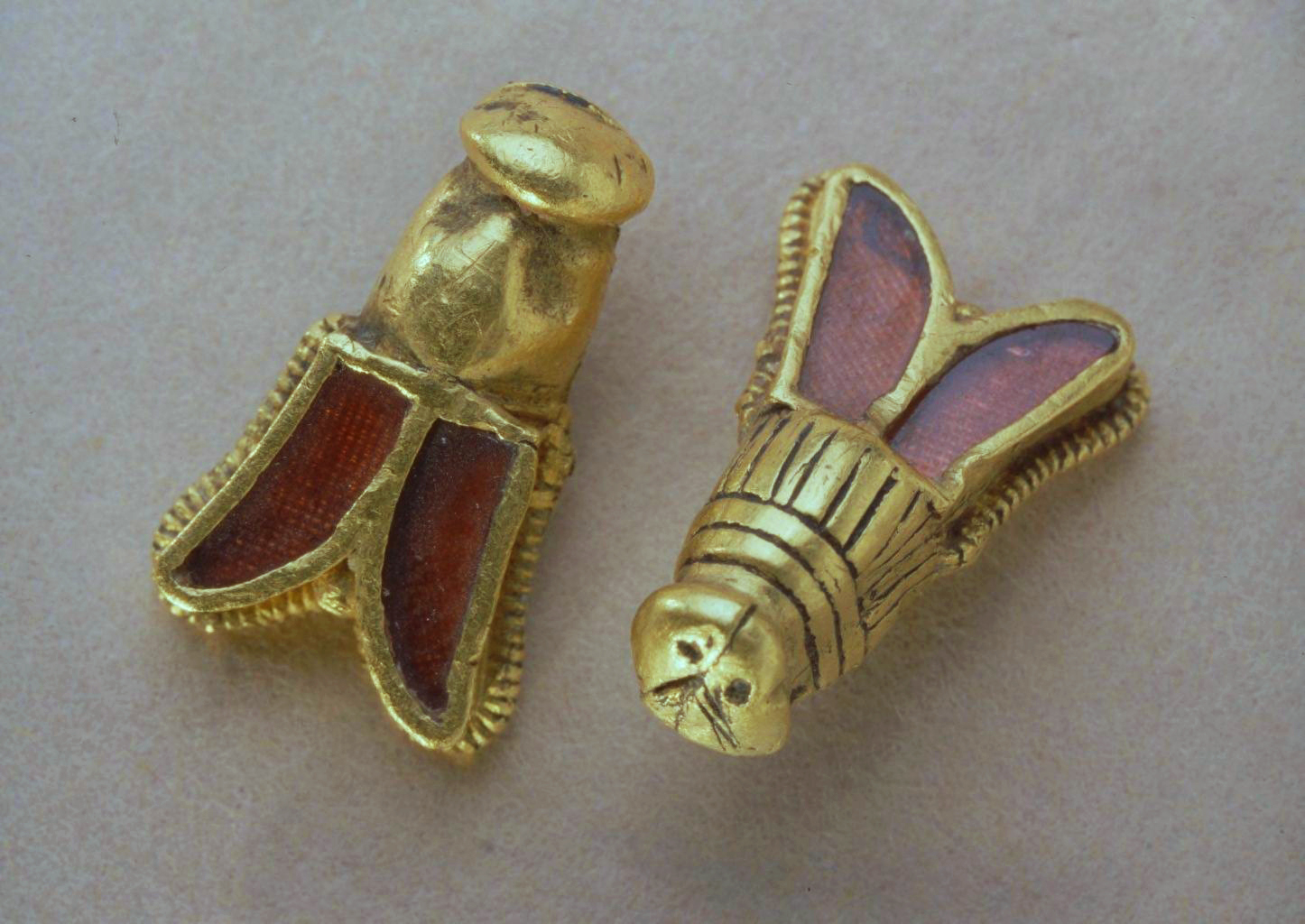
2 des 300 abeilles découvertes dans la tombe de Childéric (Ve siècle) en 1653 : elles ont une tête et un thorax en or, des ailes incrustées de grenats, et au revers, une attache.

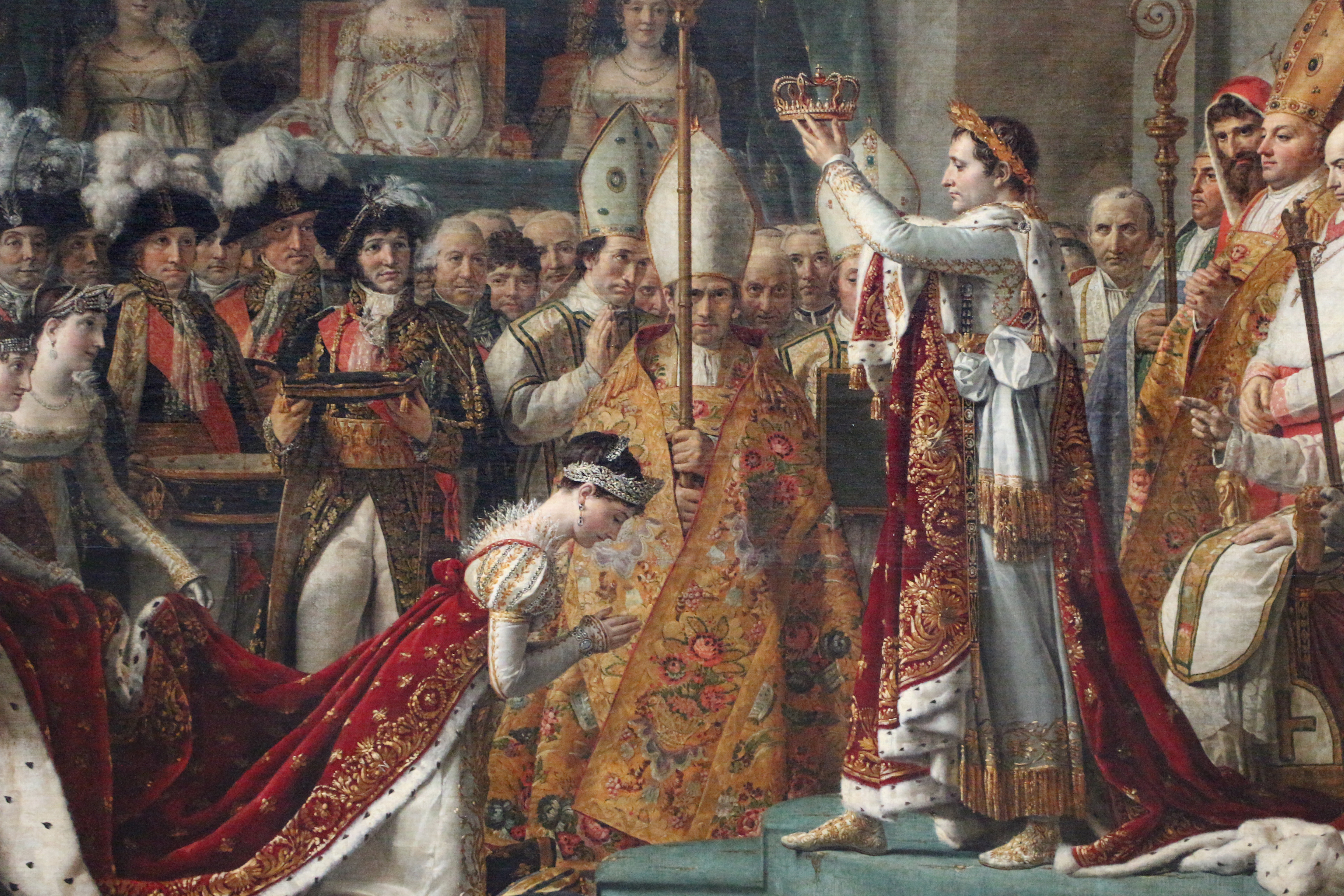
Le nouveau symbole apparaît à partir du sacre, le 2 décembre 1804. Détail du Sacre de Napoléon de Jacques-Louis David, 1808.

L'abeille est néanmoins choisie comme emblème personnel de Napoléon Ier,,. Employée à la manière de la fleur de lys d'apparence similaire, l'abeille est utilisée sur les costumes et décors officiels et d'autres évocations de Napoléon et la famille impériale,,,. Depuis la découverte en 1653 du tombeau de Childéric Ier avec des abeilles ornant son manteau , cet insecte est pris pour le symbole des Mérovingiens,,,,. Elle est alors considérée comme le plus ancien emblème de la monarchie française,. En faisant référence aux Mérovingiens, Napoléon relie dès lors son pouvoir impérial à celui de la royauté abolie par la Révolution, tout en passant outre au souvenir douloureux des Bourbons, leur dernière incarnation,,. Puisque les Mérovingiens sont la « première race » des rois de France, Napoléon se proclame de la « quatrième race ». Par ses choix de symboles, Napoléon s'accapare à la fois le prestigieux passé de Rome, des Mérovingiens fondateurs de la royauté française et de Charlemagne, bâtisseur d'un empire à partir d'un royaume franc,,. L'abeille évoque une certaine organisation de la société : l'autorité d'un chef, la vie en communauté parfaitement réglée et hiérarchisée, la natalité forte, le travail par la production disciplinée et collective du miel, et la puissance armée par l'aiguillon,,,. De plus, l'abeille incarne l'immortalité et la résurrection depuis l'Antiquité (son système de reproduction n'est compris qu'au XVIIIe siècle, laissant longtemps croire que l'abeille meurt et revient à la vie chaque année),,,. Dans les années 1790, à la recherche d'un emblème pour la jeune Première République, la Convention nationale avait écarté l'idée de l'abeille car les ruches ont une reine.

## Usage sous le Premier et le Second Empire et après

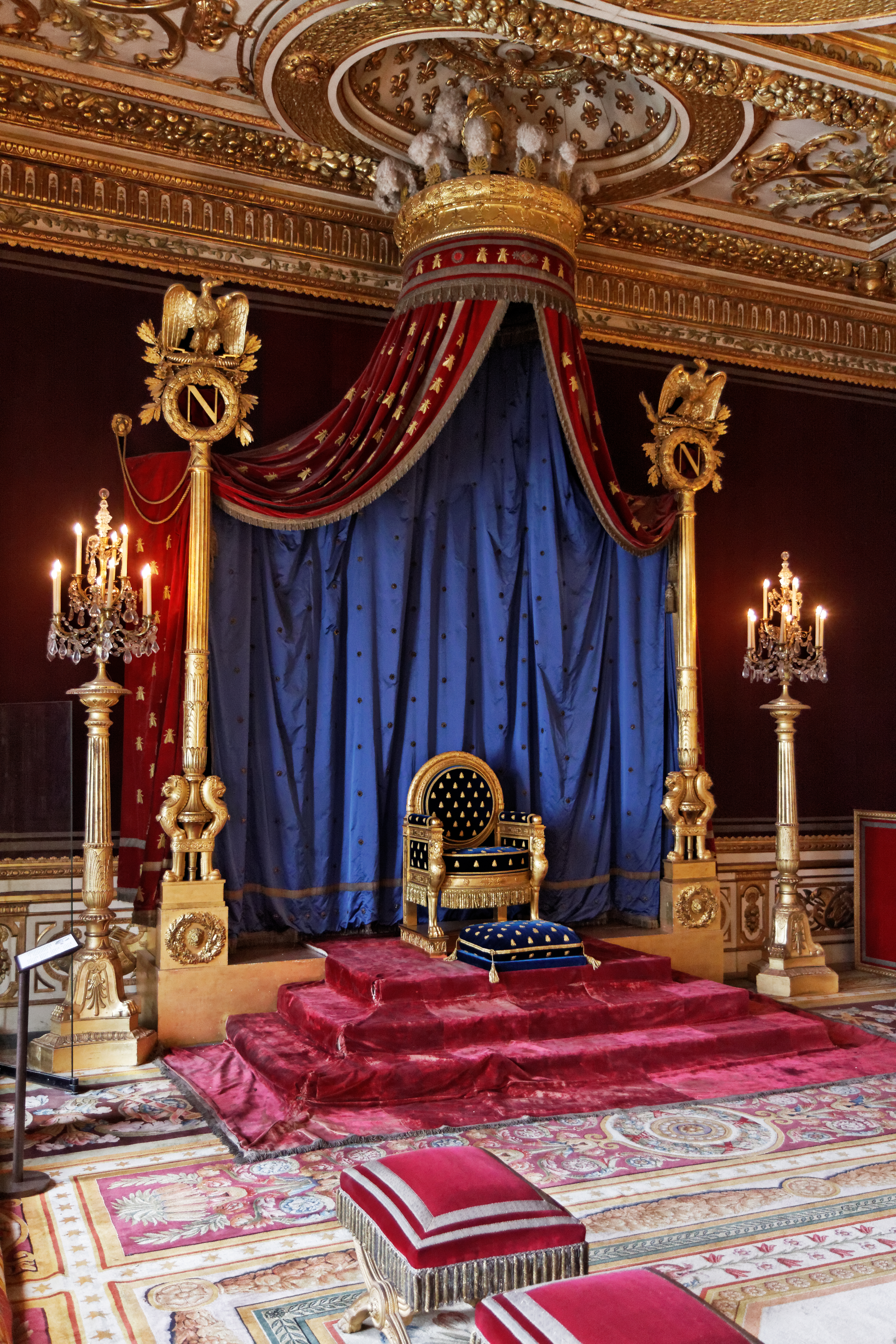
La salle du trône du château de Fontainebleau est ornée d'abeilles impériales.

L'abeille fait partie de la symbolique d'État de 1804 à 1814 puis durant les Cent-Jours en 1815. Le nouvel emblème recouvre à peu près les fonctions et usages de la fleur de lys, en étant d'ailleurs stylisé de manière similaire,. Un semis d'abeilles d'or remplace ainsi le bleu semé de fleur de lys remontant aux Capétiens. Le symbole de l'abeille apparaît à partir du sacre de Napoléon Ier, le 2 décembre 1804,,,. Les artistes concevant l'esthétique impériale, dirigés par Vivant Denon, élaborent à l'origine des abeilles d'or de style mérovingien, les ailes rabattues sur le dos ; cette version, jugée trop archaïque, est abandonnée pour un dessin d'abeille aux ailes déployées. Ce motif modernisé est ainsi semé sur le manteau du sacre, la tenue de l'Impératrice ou encore les tentures décorant la cathédrale Notre-Dame de Paris et enfin les armoiries du pays,.
L'abeille impériale orne dès lors des décorations honorifiques, les meubles, les tapisseries, les intérieurs et extérieurs des bâtiments publics et de monuments,. La chaîne du Grand collier de la Légion d'honneur comporte des abeilles. Déjà employée par des familles aux XVIIe et XVIIIe siècles, l'abeille, ou « mouche à miel » (soit Apis mellifera), devient un meuble héraldique rattaché à l'Empire français,,. Le manteau héraldique impérial, inspiré de celui des pairs de France de l'Ancien Régime, est de velours pourpre semé d'abeilles d'or. Les princes grand dignitaires et quelques autres privilégiés peuvent faire figurer les abeilles impériales sur leur blason. Les armoiries de plusieurs communes de l'Empire, à travers l'Europe, en particulier les plus importantes, sont modifiées pour arborer les abeilles impériales,. En particulier, les lys du blason de Paris sont remplacés en 1811 par trois abeilles d'or. La Restauration revient à la fleur de lys. Sous la monarchie de Juillet, l'abeille est réutilisée lors des cérémonies du « retour des cendres » de l'Empereur en 1840, notamment sur le colossal char funèbre,,,.
Lorsqu'il proclame l'Empire en 1852, Napoléon III réinstaure les symboles les armoiries de Napoléon Ier, dont l'abeille,. Ce symbole de travail industrieux s'accorde avec cette époque de révolution industrielle,. L'Abeille impériale est d'ailleurs une revue mondaine entre 1852 et 1862. Opposant à l'empereur, Victor Hugo ordonne aux abeilles d'attaquer l'empereur dans « Le Manteau impérial », l'un de ses poèmes virulents envers Napoléon III parus dans Les Châtiments en 1853,. Soixante-dix ans après la fin du Second Empire, le symbole réapparaît en 1940 lors de la cérémonie du retour des cendres de Napoléon II dans la France occupée. Il subsiste sur des bâtiments construits ou modifiés sous le Premier ou le Second Empire, notamment sur des façades du palais du Louvre remanié par Napoléon III. L'abeille est l'élément incontournable des armoiries de la maison Bonaparte, de Letizia Bonaparte aux descendants actuels.